# Языки тотосоке
Языки тотосоке (Toto-Zoquean, Totozoquen) — предложенная языковая семья Мезоамерики, которая является частью месоамериканского языкового союза, состоящая из двух хорошо установленных генетических групп — тотонакской и михе-соке.

## Соответствия
Сравнительные реконструкции протототосоке были предложены Брауном и другими (2011) для простых согласных и гласных. Согласная-инвентарь для протототосоке похожа на реконструированные для протототонакского языка (Арана Осная 1953), а гласные не являются в отличие от прото-михе-соке (C. Виxманн 1995). Параллельный набор ларингализован, но в остальном идентиченые гласным протототосоке реконструированы для протототосоке для учёта распределения ларингализованных согласных в тотонакской ветви тотонакской семьи, однако от них не осталось известных черт в прото-михе-соке (C. Виxманн 1995) и может быть более экономичным оправданием. Долгота гласных также представляет собой независимый параметр реконструированных для протототосоке, что, кажется, не влияет на соответствие, но в данном случае это является особенностью унаследования обеими языковыми семьями.

### Гласные
Гласные протототосоке (пТС) реконструированы с особенностями семи гласных, все из которых встречаются с долготой, ларингализации и долгой ларингализацией гомологиями. Они уменьшаются до системы трёх гласных в протототонакском языке (пТ); сохраняются долгота и ларингализация. В прото-михе-соке (пМС) теряется ларингализация и нейтрализуется **ɨ~ə и **ɔ~o.
| пТС | пТ | пМС |
| --- | -- | --- |
| **i | *i | *i  |
| **e | *i | *e  |
| **ɨ | *i | *ə  |
| **ə | *a | *ə  |
| **a | *a | *a  |
| **ɔ | *a | *o  |
| **o | *u | *o  |
| **u | *u | *u  |

### Согласные
Из трёх согласных, которые не являются одним из двух дочерних, о чём плохо свидетельствуют **ty и **ny, в то время как **ky является надёжным. Прото-михе-соке теряет латеральные и гуттуральные согласные, и нейтрализует альвеолярно-палато-альвеолярное отличие. Протототонакский язык теряет гортанную смычку и **y.
| пТС  | пТ | пМС |
| ---- | -- | --- |
| **n  | *n | *n  |
| **ny | *l | *n  |
| **l  | *l | *y  |
| **ɬ  | *ɬ | *y  |
| **ƛ  | *ƛ | *y  |
| **y  | *t | *y  |
| **t  | *t | *t  |
| **ty | *č | *t  |
| **č  | *č | *¢  |
| **¢  | *¢ | *¢  |
| **š  | *š | *s  |
| **s  | *s | *s  |

| пТС  | пТ | пМС |
| ---- | -- | --- |
| **p  | *p | *p  |
| **m  | *m | *m  |
| **w  | *w | *w  |
| **ky | *k | *k  |
| **k  | *q | *k  |
| **q  | *q | *ʔ  |
| **ʔ  | *∅ | *ʔ  |
| **h  | *∅ | *h  |
| **#h | *h | *h  |
| **x  | *x | *h  |